# Kazuo Inoue
Pour les articles homonymes, voir Inoue.
Kazuo Inoue (井上 和郎, Inoue Kazuo), né le 17 février 1981 à Fukui, est un coureur cycliste japonais.

## Biographie
En 2009, il remporte l'or dans le contre-la-montre par équipes aux Jeux de l'Asie de l'Est, avec la délégation japonaise. 

## Palmarès et résultats

### Palmarès par année
- 2005
  - 2e du Tour d'Okinawa
- 2008
  - 2e du championnat du Japon sur route
- 2009
  -  Médaillé d'or du contre-la-montre par équipes des Jeux de l'Asie de l'Est (avec Makoto Iijima, Kazuhiro Mori et Hayato Yoshida)
- 2011
  - 2e étape du Tour des Philippines
- 2014
  - 2e du championnat du Japon sur route

### Classements mondiaux
| Année           | 2005  | 2006 | 2007  | 2008 | 2009 | 2010 | 2011 | 2012 | 2013 | 2014 |
| --------------- | ----- | ---- | ----- | ---- | ---- | ---- | ---- | ---- | ---- | ---- |
| UCI Asia Tour   |       | 66e  |       | 37e  |      | 161e | 107e |      |      | 125e |
| UCI Europe Tour | 1059e |      | 1351e |      |      |      |      |      |      |      |